# Устав Украјине
Устав Украјине (укр. Конституція України) је највиши правни акт државе Украјине. Устав је усвојен и ратификован на 5. седници Врховне раде, парламента Украјине, 28. јуна 1996. године. Устав је усвојен са 315 од 450 могућих гласова (минимално 300 за). Сви други закони и други нормативни правни акти Украјине морају бити у складу са уставом. Право измене устава по посебном законодавном поступку има искључиво парламент. Једино тело које може тумачити устав и утврдити да ли је законодавство у складу са њим је Уставни суд Украјине. Од 1996. године државни празник Дан Устава обележава се 28. јуна.
Године 2004. усвојени су амандмани који су значајно променили политички систем Украјине; ове промене се понекад погрешно називају Уставом из 2004. године. Године 2010. тадашњи председник Украјине Виктор Јанукович је поништио ове промене на основу одлуке Уставног суда Украјине. Након Евромајданских демонстрација, враћени су амандмани из 2004. године.